# Manuel Serra i Moret
Manuel Serra i Moret (Vic, 9 de maig del 1884 - Perpinyà, 29 de juliol del 1963) fou un polític i escriptor català, fundador de la Unió Socialista de Catalunya, Conseller de la Generalitat de Catalunya i President del Parlament de Catalunya a l'exili.

## Biografia
Fill de l'historiador Josep Serra i Campdelacreu, estudià economia, sociologia i història als Estats Units d'Amèrica i a Anglaterra i visqué a l'Argentina entre 1908 i 1912 i durant la dictadura de Primo de Rivera, entre el 1925 i 1928. Morí el 1963 a l'exili. L'any 1908 es va casar amb la folklorista catalana Sara Llorens Carreres a Trenque Luquén (Buenos Aires) on la seva família tenia propietats.
El seu fons personal es troba dipositat al CRAI Biblioteca del Pavelló de la República de la Universitat de Barcelona. Consta de correspondència rebuda o/i escrita per Manuel Serra i Moret, postals, documentació personal, escrits inèdits, materials per a llibres, articles diversos, discursos, conferències i retalls de premsa.

## Trajectòria política
L'any 1914 fou elegit alcalde de Pineda de Mar, càrrec que ocupà fins al 1923, com a militant de la Unió Catalanista i de la Federació Catalana del PSOE a partir de 1916. L'any 1923, però, deixà el PSOE per fundar la Unió Socialista de Catalunya.
L'any 1931 va ser elegit diputat de la Diputació Provisional de la Generalitat de Catalunya per Mataró i Arenys de Mar, diputat a les Corts Constituents, i d'ençà del 14 d'abril fins a les eleccions al Parlament del 20 de novembre de 1932 fou ministre de l'efímera República Catalana i formà part del Govern Provisional de la Generalitat, presidit per Francesc Macià, primer a la Conselleria d'Economia i Treball i, posteriorment, a la Conselleria d'Economia.
L'any 1932 fou elegit Diputat del Parlament de Catalunya, del que esdevingué membre de la Diputació Permanent, de les Comissions permanents de Finances i de Presidència, així com de les Comissions de Constitució, de Llei Municipal i de Finances Municipals; el 14 de novembre de l'any 1933 també fou designat Diputat al Parlament de la República.
A la darrera reunió que tingué el Parlament, l'1 d'octubre de 1938 fou elegit Vicepresident Segon del Parlament, la qual cosa comportà, a la mort d'Antoni Rovira i Virgili, que ocupés interinament la Presidència del Parlament de Catalunya a l'exili, fins a l'any 1954, i el mateix any, després de la dimissió de Josep Irla per motius d'edat, va optar a la Presidència de la Generalitat, en votació dels diputats exiliats a Mèxic, que va perdre davant Josep Tarradellas.

## Premi
Hi ha un premi que porta el seu nom. El Premi Serra i Moret fou creat el 1982 amb la intencionalitat d'honorar la memòria de Manuel Serra. L'objectiu del premi és estimular la recerca i el tractament del civisme. Té l'antecedent històric en el Premi Prat de la Riba, que la Generalitat de Catalunya va instituir l'any 1935 per guardonar el millor llibre sobre formació i educació cívica. El premi és per a les obres d'assaig, treballs pedagògics, còmics i guions de curtmetratge realitzats en llengua catalana i que descriguin, analitzin o tractin aspectes de civisme.

## Publicacions
Al llarg de la seva vida es distingí per ser autor de nombroses publicacions, articles i com a conferenciant. Aquestes són algunes de les seves obres de temàtica social i política:
- 1912: “La socialització de la terra”
- 1934: “Socialisme”
- 1944: “Reflexions sobre el demà de Catalunya” (editada a Xile)
- 1957: “Crida a la joventut catalana” (editada a París)
- 1957: “Ciutadania catalana. Breviari de cogitacions, remarques i orientacions per als catalans” (editada a Buenos Aires)

El seu fons personal es troba dipositat al CRAI Biblioteca del Pavelló de la República de la Universitat de Barcelona i està format per correspondència rebuda o/i escrita per Manuel Serra i Moret, postals, documentació personal, escrits inèdits, materials per a llibres, articles diversos, discursos, conferències i retalls de premsa.